# Yellow Bird
Yellow Bird es una productora sueca de cine y televisión. En 2003, el productor danés Ole Søndberg y el autor sueco Henning Mankell, empezaron una colaboración en una serie de películas televisivas basadas en el famoso detective Kurt Wallander, y así nació Yellow Bird. La película original, titulada "Wallander", fue seguida por Stieg Larsson y logró un gran éxito de crítica y audiencia en todo el mundo. La trilogía de Milenium, Jo Nesbø  Head hunters, Liza Marklund y Annika Bengtzon, así como la versión británica de Wallander protagonizando Kenneth Branagh son otras de sus obras destacadas.
Yellow Bird se vendió en 2007 al conglomerado de medios de comunicación Zodiak Diversión.

## Producciones

### Tjuvarnas jul - Trollkarlens hemlighet (Planificado para liberación en 2014)
En esta aventura en formato de largometraje, con caracteres del calendario de advenimiento popular "Tjuvarnas jul", el huérfano Charlie conoce un mago misterioso en el carnaval. Ante él se revela  un mundo de magia y diversión, pero ¿Qué secreto se esconde tras él?
Los papeles principales están interpretados por Tea Stjärne, Gustaf Hammarsten y Elisabeth Carlsson. Gustaf Skarsgård destaca en su papel como mago, el Wizzard.
Sus primeras visualizaciones se dieron durante el invierno de otoño 2013. Se estreno en otoño 2014.

### Repite del Muerto
En 2013 se estrenó un largometraje basado en la primera novela de Johan Theorin.La pregunta es la siguiente: ¿Puedes llegar a aceptar la desaparición de un niño? Julia Davidsson no lo ha hecho. Hace veinte años, su hijo de cinco años desapareció en la isla sueca de Öland y desde entonces no se ha encontrado ningún rastro de él. Hasta ahora... 
Los papeles principales son interpretados por: Lena Endre, Tord Peterson y Thomas W Gabrielsson.

### Headhunters
Un largometraje liberado en 2011 y basado en la novela por Jo Nesbø. Headhunters Es un thriller de cómic oscuro centrado en un corporativo headhunter cuya vida y matrimonio son de repente acechado y girado al revés cuándo él comienza a ser cazado por un individuo desconocido. 
Los papeles principales son interpretados por: Aksel Hennie, Nikolaj Coster-Waldau y Synnøve Macody Lund.

### Wallander
De 2005 a 2006 13 historias nuevas que protagonizan Krister Henriksson cuando Kurt Wallander estuvo producido. La primera película está basada en la Linda Wallander novela Antes de la Helada y estuvo liberado en cines. El resto de las películas es historias originales basó en las parcelas escritas por Mankell con scriptwriting completados por otros. Dos más era las liberaciones teatrales y el resto estuvieron liberados encima DVD y mostrados encima televisión.
En 2008, un más lejano 13 películas estuvieron encargadas. La filmación empezó en agosto de 2008, y la filmación continuará, y las liberaciones empiezan, en 2009.
El primer de estas películas, Hämnden (La Venganza), era una liberación teatral el 9 de enero de 2009, dirigido por París galardonado-Franco basado-director sueco Charlotte Brändström. Las restantes 12 películas serán liberadas en DVD y  serán retransmitidos en televisión en una fecha más tardía.
Después de filmar está completado en las 2009 series, Henriksson no jugará Wallander otra vez, habiendo sólo firmó el contrato nuevo porque piense que las 2005 series podrían haber sido mejores.
Como series, Mankell Wallander ha sido nominado para La Daga de televisión Internacional en el 2009 Thriller de Delito Premios, una ceremonia de premios presentada por canal televisivo británico ITV3 y los Escritores de Delito' Asociación.
Pájaro amarillo recientemente co-produjo dos serie de serie de lengua inglesa, protagonizando Kenneth Branagh cuando Wallander, con el radioemisor británico, la BBC. Serie 1 premiered en el Reino Unido en noviembre de 2008 y serie 2 aireado en enero de 2010.
La primera serie ganó varios BAFTAs. Branagh el retrato le ganó el premio para actor mejor en el 35.º que Retransmite Televisión de Gremio de la Prensa y Premios Radiofónicos (2009).
El Hollywood Asociación de Prensa Extranjera ha nominado Branagh para el Premio de Globo Dorado para Rendimiento Mejor por un Actor en un Mini-Series o Cuadro de Movimiento Hechos para Televisivos para su rendimiento en Uno Da un paso Detrás.

### Stieg Larsson libros de Milenio
El pájaro amarillo produjo tres películas basaron en Stieg Larsson  trilogía de Milenio. Los libros de Milenio eran originalmente pretendidos para ser liberados cuando un cuadro de movimiento y dos televisivo mini-series, pero presión y demanda populares del Instituto de Película sueco, uno del principal financiers detrás de las películas, alteró los planes originales. Las películas de Milenio han sido vendidas a más europeos y muchos mercados latinoamericanos. Las películas también verán una liberación de EE.UU..[Actualización de necesidades]
Pájaro amarillo productor ejecutivo Sören Staermose confirmó en una entrevista con diario sueco Expressen que las negociaciones están teniendo lugar para producir películas de Milenio de lengua inglesas.[Actualización de necesidades] Esto no sería unos EE.UU. remake de las películas suecas sino Hollywood nuevo filma basados en los libros.
En la entrevista declara que las películas de EE.UU. posibles podrían ser producidas en una manera similar como el Wallander serie de televisión que protagoniza Kenneth Branagh, disparando en Suecia que utiliza inglés hablando actores. También declara que es hasta el director y dice que la historia podría tan bien tener lugar en otro país, gusta Canadá.
Encima diciembre 16, 2009 Svenska Dagbladet informó que Sony Diversión de Cuadros es en final negociando con Pájaro Amarillo sobre los derechos de película según Pájaro Amarillo Director Gestor Mikael Wallén. Steve Zaillian ha sido en discusiones para adaptar el primer libro.

### Liza Marklund / Annika Bengtzon serie
La compañía ha adquirido derechos de película a seis de autor que vende mejor Liza Marklund  los libros que presentan el reportero criminal Annika Bengtzon.  Planes para producir las películas para los mercados escandinavos e internacionales son actualmente underway para cada de los seis títulos: Sexo de Estudio, Horario de máxima audiencia, El Lobo Rojo, el último Will de Nobel, Lifetime y Un Sitio en el Sol.
Marklund Annika Bengtzon la serie tiene un siguiendo en todo el mundo. Los ocho libros han vendido más de nueve millones de copias internacionalmente y ha sido traducido a 30 lenguas.[cita requerida] Liza Marklund actualmente está trabajando en el noveno libro en la serie.[cita requerida]
La filmación está esperada para empezar al final de 2010 con un presupuesto estimado de aproximadamente SEK 100 millones.

### Otros proyectos
Yellow Bird ha también produjo seis películas de televisión sobre inspector criminal Irene Huss, basado en los libros por Helene Tursten.
En Marcha 2009 la compañía adquirió los derechos de película para escritor de delito noruego Anne Holt  libros aproximadamente inspector Yngvar Colillaø y Inger Johanne Vik– un psicólogo y abogado con una carrera anterior en el FBI.
En abril de 2009 la compañía anunció ellos optioned derechos de película a autor noruego Jo Nesbø  la mayoría de reciente novel Headhunters.
La compañía recientemente adquirió los derechos a Blekingegadeligan, el bestselling libro por periodista danés Peter Øvig Knudsen sobre El Blekinge Pandilla de Calle,  un grupo de sobre una docena activistas políticos comunistas quién durante el @1970s y 80s cometido un número de altamente robos profesionales en Dinamarca y envió el dinero al Frente popular para el Liberation de Palestine. La serie consta de 8 episodios y estuvo mostrado en canal danés DR.1 en 2011.

## Alemania de Yellow Bird
Yellow Bird recientemente produjo un 2x90 televisión alemana la serie basada en el Henning Mankell el cerebro de novela Kennedy. La serie está hecha para radioemisor ARD. La función principal está jugada por actriz alemana Iris Berben. La serie también protagoniza actores suecos Michael Nyqvist y Rolf Lassgård.
En octubre de 2008, Yellow Bird lanzó "Yellow Bird Pictures", un subsidiarios basados en Múnich, Alemania. El inicio arriba es una aventura de junta entre productor y Yellow Bird Oliver Schündler. Yellow Bird Pictures centrarán en largometrajes y ficción de televisión para el mercado que habla alemán. Las producciones iniciales serán basadas en derechos que Yellow Bird ya controles.
La filial alemana actualmente está adoptando Henning Mankell novel El Chinaman.